# Gyökös
Gyökös (más néven Gyekés, szlovákul: Dekýš) község Szlovákiában, a Besztercebányai kerületben, a Selmecbányai járásban.

## Fekvése
Selmecbányától 10 km-re délnyugatra, a Selmeci-hegység egyik völgykatlanában fekszik, a Jabloňovka-patak völgyében.
Északról Magaslak, északkeletről Hegybánya és (kis részben) Selmecbánya, délről Bacsófalva és Hontalmás, délkeletről (pár méteren) Hontbagonya, keletről pedig Bakaszenes községekkel határos.

## Története
Területén már a kőkorszakban éltek emberek, ezt bizonyítják az innen előkerült vonaldíszes kultúrához és zselízi csoporthoz köthető leletek. A közelben a római korban is lehetett település, mert erre utaló leletek is előkerültek.
A mai települést 1270-ben "Gukes" alakban említik először, királyi birtokként Hont várához tartozott. IV. Béla király a selmecbányai polgároknak adta el. Első lakói favágással, szénégetéssel foglalkoztak. A falu 1388-ban "Gykys", 1480-ban "Gykwes" alakban szerepel okiratokban. 1388-ban Léva várának tartozéka, később a bányakamara birtoka. 1554-ben 24 jobbágytelke volt. 1564-ben "Tekisch" néven szerepel abban az okiratban, melyben a selmeci császári megbízott a környékbeli pásztorokra panaszkodik. A falu régi pecsétje 1653-ból származik. 1715-ben malom és 21 háztartás állt a településen. 1828-ban 63 házában 381 lakos élt, akik erdei munkákkal, szénégetéssel, állattartással foglalkoztak.
Vályi András szerint "GYÉKES. Tót falu Hont Vármegyében, földes Ura a’ Bányászi Királyi Kamara, lakosai katolikusok, fekszik Viszokának szomszédságában, mellynek filiája, Selmetzbányához egy órányira. Határja köves, néhol közép termékenységű, néhol soványas, réttye szoross, lakosai fuvarral, és a’ bányák körűl keresik élelmeket, fájok tűzre elég, eladásra is jó alkalmatosságjok van, második Osztálybéli."
Fényes Elek szerint "Gyekés, tót falu, Honth vmegyében, Selmecztől délre 1 1/2 mfld: 289 kath., 85 evang. lak. Nagy erdőséggel és bányákkal. F. u. a kamara, s feje egy uradalomnak."
A trianoni békeszerződésig Hont vármegye Báti járásához tartozott. 1944-ben 16 és 40 év közötti férfilakosságát a németek elhurcolták.

## Népessége
| Év:            | 1994. | 2004.   | 2014.    | 2024.   |
| -------------- | ----- | ------- | -------- | ------- |
| Emberek száma: | 261   | 240     | 202      | 186     |
| Eltérés:       |       | -8,04 % | -15,83 % | -7,92 % |

| Év:            | 2023. | 2024. |
| -------------- | ----- | ----- |
| Emberek száma: | 186   | 186   |
| Eltérés:       |       | +0 %  |

1910-ben 535, túlnyomórészt szlovák lakosa volt.
2001-ben 250 lakosából 239 szlovák volt.
2011-ben 199 lakosából 198 szlovák.

## Nevezetességei
- Szűz Mária tiszteletére szentelt, római katolikus templomát 1805-ben építették klasszicista stílusban.
- Evangélikus temploma 1923-ban épült.
- A községben a népi építészet számos szép példája látható.

## Külső hivatkozások
- Hivatalos oldal Archiválva 2017. július 9-i dátummal a Wayback Machine-ben
- Községinfó
- E-obce.sk